# Alen Stevanović
Alen Stevanović (Zürich, 1991. január 7.–) szerb válogatott labdarúgó.

## Pályafutása

### Klubcsapatokban
A labdarúgást a FK Radnički Obrenovac csapatában kezdte. 2010-ben a Torino FC csapatához szerződött. Később játszott még a Palermo FC és a AS Bari csapatában. 2015 és 2017 között a FK Partizan csapatában játszott. 2017-ben szerb bajnoki címet szerzett.

### Válogatottban
2012-ben debütált a szerb válogatottban. A szerb válogatottban 3 mérkőzést játszott.

## Statisztika
| Szerb válogatott | Szerb válogatott | Szerb válogatott |
| Időszak          | Mérk.            | gól              |
| ---------------- | ---------------- | ---------------- |
| 2012             | 1                | 0                |
| 2013             | 2                | 0                |
| Összesen         | 3                | 0                |